# Bebe
Bebe, pravým jménem Nieves Rebolledo Vila (narozena 9. května 1978 ve Valencia de Alcantara), je španělská zpěvačka a herečka. Za své album Pafuera Telarañas obdržela v roce 2005 cenu Latin Grammy Awards v kategorii „nováček roku“. Celkem byla nominována na pět cen. V lednu 2006 Bebe oznámila dočasné přerušení své pěvecké kariéry. Další album vydala v roce 2009.

## Diskografie
- Bossa Nova, 2000 (Toys Factory)
- Bebe, 2003 (Universal)
- Pafuera Telarañas, 2004 (EMI International)
- Y., 2009
- Un Pokito De Rocanrol, 2012

## Filmografie
- Caótica Ana - 2006
- La educación de las hadas - 2006
- Busco - 2006
- El oro de Moscú - 2003
- Al sur de Granada - 2003
- Entre cien fuegos (TV) - 2002